# Artur Ramilewitsch Garipow
Artur Ramilewitsch Garipow (russisch Артур Рамилевич Гарипов; * 26. Januar 1985 in der Russischen SFSR) ist ein ehemaliger russischer Eishockeyspieler, dessen größter Erfolg der Gewinn des IIHF Continental Cups 2006 mit dem HK Lada Toljatti war.

## Karriere
Artur Garipow begann seine Karriere als Eishockeyspieler im Nachwuchsbereich von Amur Chabarowsk, für dessen Profimannschaft er in der Saison 2002/03 sein Debüt in der russischen Superliga gab. Insgesamt bestritt der Verteidiger in zwei Jahren nur 15 Spiele für Amur in der höchsten russischen Spielklasse und spielte ansonsten überwiegend für dessen zweite Mannschaft in der drittklassigen Perwaja Liga. Nachdem er die Saison 2004/05 bei Gasowik Tjumen in der zweitklassigen Wysschaja Liga verbracht hatte, begann er die folgende Spielzeit beim HK Junost Minsk in der belarussischen Extraliga. Nach nur zwei Spielen wurde er jedoch vom HK Lada Toljatti aus der Superliga verpflichtet, mit dem er auf europäischer Ebene 2006 den IIHF Continental Cup gewann. 
Von 2006 bis 2008 stand Garipow in der Wysschaja Liga bei Chimik Woskressensk, Sauralje Kurgan, Toros Neftekamsk und Neftjanik Leninogorsk unter Vertrag. Zur Saison 2008/09 unterschrieb er bei seinem Ex-Club HK Lada Toljatti aus der neu gegründeten Kontinentalen Hockey-Liga, konnte sich dort allerdings nicht durchsetzen und absolvierte nur drei Spiele, in denen er punkt- und straflos blieb. Die gesamte restliche Zeit verbrachte er bei der zweiten Mannschaft von Toljatti in der Perwaja Liga und beendete die Spielzeit bei Kristall Saratow in der Wysschaja Liga. Anschließend spielte er für die Drittligisten Jurmati Salawat, HK Tschelny, Slawutitsch Smolensk, HK Tambow und ZSK WWS Samara, ehe er seine Karriere 2016 beendete.

## Erfolge und Auszeichnungen
- 2006 IIHF-Continental-Cup-Gewinn mit dem HK Lada Toljatti

## Statistik
(Stand: Ende der Saison 2010/11)